# صوتي (ألبوم)
صوتي (بالإنجليزية: My Voice) هو أول ألبوم إستديو للفنانة الموسيقية الكورية الجنوبية كيم تايون. أصدر الألبوم في 28 فبراير 2017 بواسطة إس إم إنترتينمنت وبإنتاج إي سو مان. يتضمن الألبوم 12 أغنية  و3 فيديو كليبات وصدر على نسختين واحدة عادية والثانية نسخة «ديلوكس» أصدرت في 5 أبريل 2017 تتضمن 13 أغنية بالإضافة إلى ثلاثة أغاني جديدة وهي «أجعلني أحبك» و«لومي عليك» و«نداء الستارة». وقامت تايون بالترويج للألبوم في البرامج الموسيقية مثل ميوزيك بانك وإنكيغايو وشوو! أوماك جونشيم وتصدر الألبوم في مخطط غاون للموسيقى وباع أكثر من 109,275 نسخة في أول أسبوع من صدوره.

## الإصدار و الترويجات
بعد ترسيم تايون كمغنية منفردة في 2015 بألبوم أنا ولماذا وأغنية رين قررت وكالة إس إم إنترتينمنت إصدار أول ألبوم إستديو لها بتاريخ 28 فبراير 2017 وأصدروا فيديو كليب «آي غوت لوف» في 17 فبراير وفيديو كليب «فاين» في 20 فبراير. و نسخة سي دي للألبوم تحتوي على أغنية «الوقت يمشي عبر الذكريات» (هانغل: 기억을 걷는 시간) من قبل الفرقة نيل التي قامت تايون بأعادة غنائها.
في 5 أبريل 2017 أصدرت نسخة «ديلوكس» للألبوم التي تتضمن 13 أغنية مع فيديو كليب بعنوان «أجعلني أحبك» (بالإنجليزية: Make Me Love You)
قامت تايون بالترويج للألبوم من 3 مارس 2017 إلى 5 مارس في البرامج الموسيقية إنكيغايو وشوو! أوماك جونشيم وقامت كذلك بعمل جولة موسيقية بعنوان «بيرسونا» في 27 مايو 2017 وذهبت إلى عدة بلدان آسيوية مثل سيول، هونغ كونغ، تايلاند و بكين.

## الأغاني
| 1.  | "Fine"                            | 3:29 |
| 2.  | "Cover Up"                        | 3:26 |
| 3.  | "Feel So Fine"                    | 3:39 |
| 4.  | "I Got Love"                      | 3:10 |
| 5.  | "I'm OK"                          | 3:34 |
| 6.  | "Time Lapse"                      | 4:14 |
| 7.  | "Sweet Love"                      | 3:04 |
| 8.  | "When I Was Young"                | 3:52 |
| 9.  | "Lonely Night"                    | 3:43 |
| 10. | "Love in Color" ((هانغل: 수채화)) | 2:57 |
| 11. | "Fire"                            | 3:07 |
| 12. | "Eraser"                          | 2:54 |

نسخة السي دي
| 13. | "Time Spent Walking through Memories" ((الكورية: 기억을 걷는 시간)) | 3:53 |

## المخططات
| مخططات (2017)                      | المركز |
| ---------------------------------- | ------ |
| مخطط الألبومات الكورية (غاون)      | 1      |
| مخطط الألبومات اليابانية (أوريكون) | 39     |
| أمريكا هيتسيكيرز (بيلبورد)         | 19     |
| أمريكا ورلد ألبومز (بيلبورد)       | 2      |

| مخططات (2017)                 | المركز     |
| ----------------------------- | ---------- |
| مخطط الألبومات الكورية (غاون) | 3          |
| مخطط الألبومات الكورية (غاون) | 1 (ديلوكس) |

## المبيعات
| الدولة                | المبيعات        |
| --------------------- | --------------- |
| كوريا الجنوبية (غاون) | 142,894         |
| كوريا الجنوبية (غاون) | 67,486 (ديلوكس) |
| اليابان (أوريكون)     | 5,605           |

## تاريخ الإصدار
| الدولة         | التاريخ         | الصيغة           | النسخة  | الشركة                       | مراجع  |
| -------------- | --------------- | ---------------- | ------- | ---------------------------- | ------ |
| كوريا الجنوبية | 28 فبراير، 2017 | سي دي تحميل رقمي | العادية | إس إم إنترتينمنت كي تي ميوزك | [ 8 ]  |
| حول العالم     | 28 فبراير، 2017 | تحميل رقمي       | العادية | إس إم إنترتينمنت             | [ 9 ]  |
| كوريا الجنوبية | 5 أبريل، 2017   | سي دي تحميل رقمي | ديلوكس  | إس إم إنترتينمنت كي تي ميوزك | [ 10 ] |
| حول العالم     | 5 أبريل، 2017   | تحميل رقمي       | ديلوكس  | إس إم إنترتينمنت             | [ 11 ] |
| تايوان         | 9 مايو، 2017    | سي دي            | ديلوكس  | مجموعة يونيفرسال الموسيقية   | [ 12 ] |